# ОШ „Прва војвођанска бригада” Нови Сад
ОШ „Прва војвођанска бригада” једна је од основних школа у Новом Саду. Налази се у улици Сељачких буна 51/а.

## Историјат
Основна школа „Прва војвођанска бригада” је прво радила под називом „Ново Насеље” који је добила по, у то време, новијем делу града Новог Сада. Оснивач је Самоуправна интересна заједница за основно и предшколско образовање и васпитање Нови Сад. Пројекат школе је урадио дипломирани инжењер архитектуре Алберт Јосиповић из Завода за физичку културу Новог Сада. Градња је почела 1. фебруара 1979. а завршила се 13. септембра 1980. Укупна инвестициона вредност објекта је била 80.000.000 ондашњих динара. У склопу школе је истовремено направљена спортска сала 1500 квадратних метара. Године 1997. су имали једну од најмодернијих компјутерских учионица са двадесет модерних умрежених компјутера. Данас броје 1620 ученика распоређених у педесет и седам одељења.

## Догађаји
Догађаји Основне школе „Прва војвођанска бригада”:
- Дан толеранције
- Дан интелигенције
- Дани информатике
- Дан државности Србије
- Дан српског јединства, слободе и националне заставе
- Дани спорта
- Међународни Дан права детета
- Ноћ истраживача
- Фестивал науке
- Пројекат „eTwinning”
- Пројекат „Зелене школе”
- Пројекат „Буди друг и пријави насиље”
- Пројекат „Израда туристичког водича”